# Nothobaccaurea
Nothobaccaurea es un género de plantas con flores perteneciente a la familia Phyllanthaceae. Consiste en dos especies  nativas del área del Pacífico. Fue nombrado por su falso parecido con el género Baccaurea.

## Especies seleccionadas
- Nothobaccaurea pulvinata
- Nothobaccaurea stylaris